# Charlotte Rampling
Tessa Charlotte Rampling, OBE (ur. 5 lutego 1946 w Sturmer) – angielska aktorka i modelka. Występuje w filmach anglo- i francuskojęzycznych.

## Życiorys

### Wczesne lata
Urodziła się w Sturmer, w hrabstwie Essex jako jedna z dwóch córek malarki Anne Isabelle (z domu Gurteen) i Godfreya Ramplinga, złotego medalisty olimpijskiego w sztafecie 4 x 400 metrów na igrzyskach olimpijskich w Berlinie ’36, i pułkownika Armii Brytyjskiej. 
Po raz pierwszy wystąpiła publicznie w trzynastym roku życia – wraz ze starszą siostrą Sarah (która w 1966 popełniła samobójstwo) śpiewała znane piosenki („C’est si bon” czy „C’est magnifique”) w londyńskich pubach.
Ukończyła St. Hilda’s School w Bushley w hrabstwie Worcestershire i Jeanne d’Arc Academie pour Jeunnes Filles w Wersalu. 

### Kariera

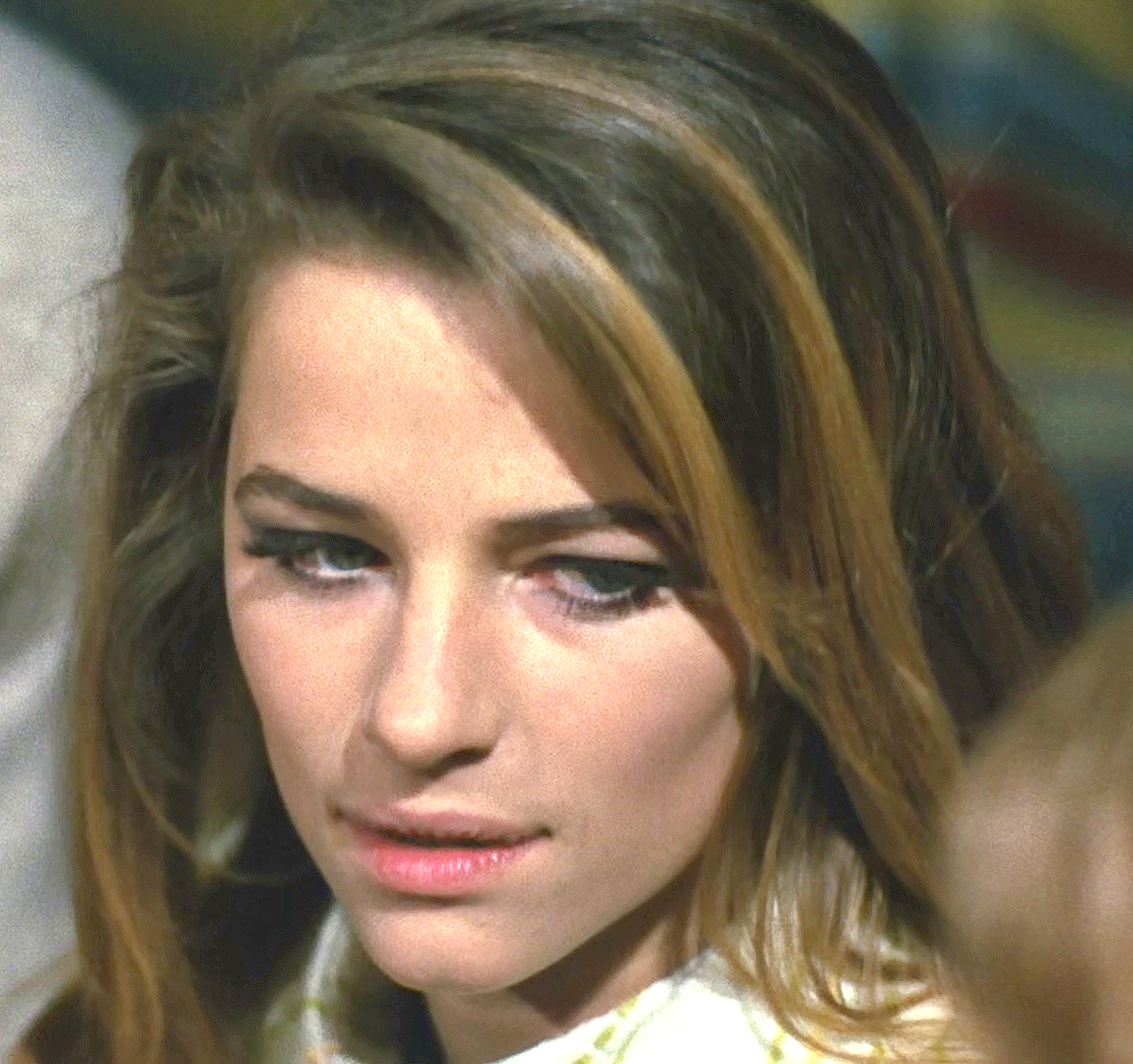
Charlotte Rampling w filmie Sequestro di persona (1968)

Na początku swojej kariery, w wieku siedemnastu lat pracowała jako modelka, zanim przesłała swoje zdjęcie do agencji aktorskiej i została zaproszona do udziału w czarnej komedii Zepsuta do szpiku kości (Rotten to the Core, 1965). Brała udział w zajęciach nowojorskiego Actor's Studio. O mały włos znalazłaby się w obsadzie filmu Romana Polańskiego Matnia (Cul-de-Sac, 1966), lecz jej oferta przyszła za późno. Następnie wystąpiła w niewielkiej roli narciarki wodnej w uhonorowanej Złotą Palmą komedii Richarda Lestera Sposób na kobiety (The Knack...and How to Get It, 1965) z Jane Birkin i Jacqueline Bisset. Potem pojawiła się w komedii Georgy Girl (1967) i jednym z odcinków serialu kryminalnego ABC Rewolwer i melonik (The Avengers, 1967) z udziałem Donalda Sutherlanda. 
Zwróciła na siebie uwagę rolą enigmatycznej Elisabeth Thallman w dramacie Luchina Viscontiego Zmierzch bogów (La caduta degli dei, 1969). W kryminalnym melodramacie wojennym Nocny portier (Il portiere di notte, 1974) z Dirkiem Bogarde wywołała gwałtowne reakcje krytyków pojawiając się w szelkach na nagim ciele i w esesmańskiej czapce na głowie. W mrocznym filmie kryminalnym Patrice Chéreau Czar orchidei (La Chair de l'orchidée, 1974) z Simone Signoret zagrała zaszczutą dziedziczkę milionowej fortuny, która wykłuwa oczy zbliżającym się do niej mężczyznom. W ekranizacji powieści kryminalnej Raymonda Chandlera Żegnaj, laleczko (Farewell, My Lovely, 1975) jako Helen Grayle u boku Roberta Mitchuma pojawiła się jako femme fatale.
Zyskała uznanie amerykańskiej publiczności w komediodramacie Woody’ego Allena Wspomnienia z gwiezdnego pyłu (Stardust Memories, 1980) z Danielem Sternem i Sharon Stone (w debiutanckiej, epizodycznej roli), dramacie sądowym Sidneya Lumeta Werdykt (The Verdict, 1982) u boku Paula Newmana oraz komedii Max, moja miłość (Max, mon amour, 1986) jako żona dyplomaty angielskiego, która pewnego dnia zaskakuje małżonka wyznaniem, że jest zakochana w szympansie.
Była czterokrotnie nominowana do nagrody Cezara; za postać Barbary Spark w dramacie kryminalnym Zmarły z otwartymi oczami (On ne meurt que 2 fois, 1984), za rolę Marie Drillon, profesor języka angielskiego w Paryżu w dramacie François Ozona Pod piaskiem (Sous le Sable, 2000), za uhonorowaną Europejską Nagrodą Filmową kreację angielskiej autorki kryminałów w dreszczowcu psychologicznym François Ozona Basen (Swimming Pool, 2003) oraz jako Alice Pollock w dramacie Leming (Lemming, 2005).
Zasiadała w jury konkursu głównego na 29. MFF w Cannes (1976) oraz na 54. MFF w Wenecji (1997). Przewodniczyła obradom jury na 56. MFF w Berlinie (2006).
W 2000 została odznaczona Orderem Imperium Brytyjskiego, zaś w 2001 francuską Legią Honorową oraz nagrodą honorowego Cezara.

### Życie osobiste
Spotykała się z Fabiem Testim. W 1972 poślubiła aktora Bryana Southcombe’a, z którym ma syna Barnaby’ego. Para żyła w trójkącie małżeńskim (ménage à trois) z modelem Randallem Laurence. W 1976 rozwiedli się. Barnaby został reżyserem udanych produkcji telewizyjnych. W dniu 8 października 1978 wyszła za mąż za poznanego dwa lata wcześniej wybitnego kompozytora i muzyka francuskiego Jeana-Michela Jarre’a, z którym ma syna Davida Jarre, iluzjonistę (ur. 1978). Zajęła się także wychowaniem pasierbicy Émilie Jarre, projektantki mody. Małżonkowie od 1997/1998 roku byli w separacji, a związek małżeński został oficjalnie zakończony w 2002. Rozwód miał konfliktowy przebieg, kiedy ujawniono opowieści o romansach Jarre’a z innymi kobietami. Była związana z francuskim biznesmenem Jeanem-Noëlem Tassez (1998-2015).

## Filmografia
- 1965: Sposób na kobiety (The Knack ...and How to Get It) jako narciarka wodna
- 1967: Rewolwer i melonik (The Avengers) jako Hana Wilde
- 1969: Zmierzch bogów (La caduta degli dei) jako Elisabeth Thallman
- 1971: Znikający punkt (Vanishing Point) jako autostopowiczka
- 1971: Szkoda, że jest dziwką (Addio fratello crudele) jako Annabella
- 1972: Henryk VIII i jego sześć żon (Henry VIII and His Six Wives) jako Anna Boleyn
- 1972: Corky jako żona Corky'ego
- 1972: Azyl (Asylum) jako Barbara
- 1974: Nocny portier (Il Portiere di notte) jako Lucia Atherton
- 1974: Tabor do Vaccares (Caravan to Vaccares) jako Lila
- 1974: Zardoz jako Consuella
- 1974: Czar orchidei (La Chair de l'orchidée) jako Claire
- 1975: Yuppi du jako Silvia
- 1975: Żegnaj, laleczko (Farewell, My Lovely) jako Helen Grayle
- 1976: Sherlock Holmes w Nowym Jorku[8] jako Irene Adler
- 1977: Liliowa taksówka (Un taxi mauve) jako Sharon
- 1977: Orka – wieloryb zabójca (Orca) jako Rachel Bedford
- 1980: Wspomnienia z gwiezdnego pyłu (Stardust Memories) jako Dorrie
- 1982: Werdykt (The Verdict) jako Laura Fischer
- 1984: Niech żyje życie! (Viva la vie!) jako Catherine Perrin
- 1986: Max, moja miłość (Max, mon amour) jako Margaret
- 1987: Harry Angel (Angel Heart) jako Margaret Krusemark
- 1988: Zmarły w chwili przybycia (D.O.A.) jako pani Fitzwaring
- 1988: Paryż nocą (Paris by Night) jako Clara Paige
- 1989: Rebus jako Miriam
- 1993: Tajemnice Alana (Hammers over the Anvil) jako Grace McAlister
- 1993: Asfaltowe tango (Asphalt Tango) jako Marion
- 1995: Marsz Radeckiego (Radetzkymarsch) jako Valerie von Taussig
- 1996: Zniewolenie (Invasion of Privacy) jako Deidre Stiles
- 1997: Miłość i śmierć w Wenecji (The Wings of the Dove) jako Aunt Maude
- 1999: Wielkie nadzieje (Great Expectations) jako panna Havisham
- 2000: Aberdeen jako Helen
- 2000: Pod piaskiem (Sous le Sable) jako Marie Drillon
- 2001: Wiedźma (Superstition) jako Frances Matteo
- 2001: Zawód: Szpieg (Spy Game) jako Anna Cathcart
- 2001: Chmury (Clouds: Letters to My Son) jako Narrator (angielska wersja językowa)
- 2001: Anioł zemsty (The Fourth Angel) jako Kate Stockton
- 2002: Letni zawrót głowy (Embrassez qui vous voudrez) jako Elizabeth Lannier
- 2003: Odpoczniesz po śmierci (I'll Sleep When I'm Dead) jako Helen
- 2003: Deklaracja (The Statement) jako Nicole
- 2003: August pierwszy cesarz (Imperium: Augustus) jako Livia
- 2003: Basen (Swimming Pool) jako Sarah Morton
- 2004: Klucze do domu (Le Chiavi di casa) jako Nicolo
- 2004: Immortal – kobieta pułapka (Immortel (ad vitam)) jako Elma Turner
- 2005: Leming (Lemming) jako Alice Pollock
- 2005: Na południe (Vers le sud)
- 2006: Nagi instynkt 2 (Basic Instinct 2) jako Milena Gardosh
- 2006: Do dwóch razy sztuka (Désaccord parfait) jako Alice d'Abanville
- 2007: Chaotyczna Anna (Caótica Ana) jako Justine
- 2007: Angel jako Hermione
- 2008: Księżna (The Duchess) jako lady Spencer
- 2008: Uwiedziony (Deception) jako Wall Street Belle
- 2008: Babylon A.D. (Babylon A.D.) jako Wielka Kapłanka
- 2010: Młyn i krzyż jako Maria, Matka Jezusa
- 2010: StreetDance 3D jako Helena
- 2011: Melancholia jako Gaby
- 2013: Dexter jako dr Evelyn Vogel (serial TV)
- 2015: Broadchurch jako Jocelyn Knight (serial TV)
- 2015: 45 lat jako Kate Mercer
- 2016: Assassin’s Creed jako Ellen Kaye
- 2018: Czerwona jaskółka jako Matrona
- 2020: Ostatnie słowa jako Batlk
- 2021: Wszystko poszło dobrze jako Claude
- 2021: Diuna jako Gaius Helena Mohiam
- 2024: Diuna: Część druga jako Gaius Helena Mohiam

## Nagrody
- Cezar 2001: Cezar Honorowy